# 代滕多夫卡爾特河

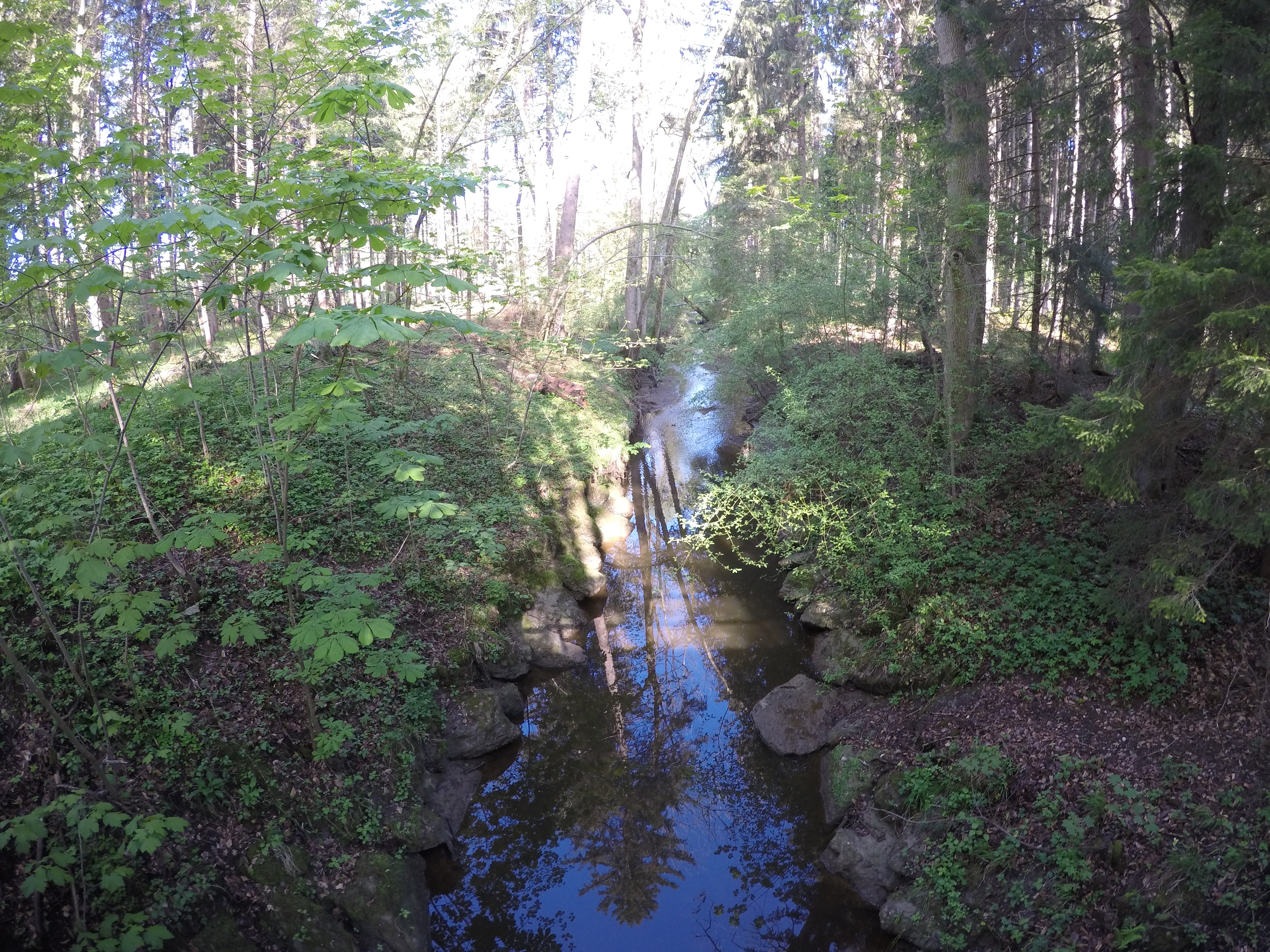

47°49′10″N 12°03′19″E / 47.81957°N 12.05530°E
代滕多夫卡爾特河（德語：Dettendorfer Kalte），是德國的河流，位於該國東南部，由巴伐利亞負責管轄，屬於卡爾滕巴赫河的支流，河道全長16.1公里，流域面積18.3平方公里。